# Coppa di Francia 2013-2014 (pallavolo maschile)
La Coppa di Francia 2013-2014 si è svolta dal 22 ottobre 2013 al 30 marzo 2014: al torneo hanno partecipato trentatré squadre di club francesi e la vittoria finale è andata per l'ottava volta al Tours Volley-Ball.

## Regolamento
Alla competizioni sono state ammesse tutte le squadre di Ligue A e Ligue B, oltre a due partecipanti al campionato di Élite e due a quello di Nationale 2. Dopo due turni eliminatori sono stati disputati gli ottavi di finale, i quarti di finale, le semifinali e la finale.

## Squadre partecipanti
| Squadra           | Provenienza | Ultima partecipazione    |
| ----------------- | ----------- | ------------------------ |
| Alès              | Ligue B     | Coppa di Francia 2012-13 |
| Gazélec Ajaccio   | Ligue A     | Coppa di Francia 2012-13 |
| Asnières          | Ligue B     | Coppa di Francia 2012-13 |
| Avignon           | Ligue B     | Coppa di Francia 2012-13 |
| Beauvais          | Ligue A     | Coppa di Francia 2012-13 |
| LISSP Calais      | Ligue B     | Coppa di Francia 2012-13 |
| Cambrai           | Ligue B     | Coppa di Francia 2012-13 |
| Cannes            | Ligue A     | Coppa di Francia 2012-13 |
| Canteleu-Maromme  | Ligue B     | Coppa di Francia 2012-13 |
| Chaumont          | Ligue A     | Coppa di Francia 2012-13 |
| Harnes            | Ligue B     | Coppa di Francia 2012-13 |
| VVBC Herbretais   | Élite       | Coppa di Francia 2012-13 |
| ASUL Lyon         | Ligue A     | Coppa di Francia 2012-13 |
| Martigues         | Ligue B     | Coppa di Francia 2012-13 |
| Maizières Metz AC | Nationale 2 | ?                        |
| Monaco            | Nationale 2 | Coppa di Francia 2011-12 |
| Maxéville Nancy   | Ligue B     | Coppa di Francia 2012-13 |
| Narbonne          | Ligue A     | Coppa di Francia 2012-13 |
| Nice              | Ligue B     | Coppa di Francia 2012-13 |
| Orange Nassau     | Ligue B     | Coppa di Francia 2012-13 |
| Paris             | Ligue A     | Coppa di Francia 2012-13 |
| Plessis-Robinson  | Ligue B     | Coppa di Francia 2012-13 |
| Rennes            | Ligue A     | Coppa di Francia 2012-13 |
| Saint-Brieuc      | Ligue B     | Coppa di Francia 2012-13 |
| Saint-Nazaire     | Ligue A     | Coppa di Francia 2012-13 |
| Saint-Quentin     | Élite       | Coppa di Francia 2012-13 |
| Arago de Sète     | Ligue A     | Coppa di Francia 2012-13 |
| Spacer's Toulouse | Ligue A     | Coppa di Francia 2012-13 |
| Tourcoing         | Ligue B     | Coppa di Francia 2012-13 |
| Tours             | Ligue A     | Coppa di Francia 2012-13 |

## Torneo

### Primo turno
| 22 ottobre 2013 Espace Matisse, San Quintino Durata: ? - Spettatori: ?        | FL Saint-Quentin   | 3 - 1 | Nice              | 27-25, 16-25, 27-25, 25-22        |
| 22 ottobre 2013 Gymnase Moneghetti, Monaco Durata: ? - Spettatori: ?          | AS Monaco          | 1 - 3 | Asnières Volley   | 27-25, 24-26, 19-25, 21-25        |
| 22 ottobre 2013 Salle d'Herbauges, Les Herbiers Durata: ? - Spettatori: ?     | Harnes Volley-Ball | 3 - 1 | Orange Nassau     | 22-25, 25-17, 25-21, 25-21        |
| 22 ottobre 2013 ?, Maizières-lès-Metz Durata: ? - Spettatori: ?               | Maizières Metz AC  | 3 - 1 | Maxéville Nancy   | 22-25, 25-17, 25-21, 25-21        |
| 22 ottobre 2013 Halle des Sports de Clavières, Alès Durata: ? - Spettatori: ? | Alès               | 3 - 2 | Plessis-Robinson  | 23-25, 29-27, 25-19, 23-25, 17-15 |
| 22 ottobre 2013 Palais des Sports de Rouen, Maromme Durata: ? - Spettatori: ? | Canteleu-Maromme   | 3 - 1 | Saint-Brieuc CAVB | 25-21, 23-25, 25-22, 27-25        |
| 22 ottobre 2013 Salle Edgar Quinet, Calais Durata: ? - Spettatori: ?          | LISSP Calais       | 0 - 3 | Cambrai           | 21-25, 19-25, 24-26               |
| 22 ottobre 2013 Palais de Champfleury, Avignone Durata: ? - Spettatori: ?     | Avignon            | 3 - 1 | Martigues VB      | 22-25, 25-21, 25-19, 25-20        |

### Secondo turno
| 5 novembre 2013 Espace Matisse, San Quintino Durata: ? - Spettatori: ?             | FL Saint-Quentin   | 3 - 2 | Avignon            | 25-20, 24-26, 25-15, 25-27, 15-11 |
| 5 novembre 2013 Salle d'Herbauges, Les Herbiers Durata: ? - Spettatori: ?          | Harnes Volley-Ball | 2 - 3 | Cambrai            | 17-25, 29-27, 25-20, 20-25, 8-15  |
| 5 novembre 2013 Gymnase Marie Marvingt, Nancy Durata: ? - Spettatori: ?            | Maxéville Nancy    | 0 - 3 | Beauvais           | 19-25, 20-25, 14-25               |
| 5 novembre 2013 Salle Pierre de Coubertin, Saint-Nazaire Durata: ? - Spettatori: ? | Saint-Nazaire      | 0 - 3 | Gazélec Ajaccio    | 19-25, 26-28, 23-25               |
| 5 novembre 2013 CS Léo Lagrange, Tourcoing Durata: ? - Spettatori: ?               | Tourcoing          | 2 - 3 | Harnes Volley-Ball | 16-25, 29-31, 25-23, 25-22, 8-15  |
| 5 novembre 2013 Palais des Sports de Rouen, Maromme Durata: ? - Spettatori: ?      | Canteleu-Maromme   | 2 - 3 | Montpellier        | 25-19, 20-25, 13-25, 25-20, 9-15  |
| 5 novembre 2013 Halle des Sports de Clavières, Alès Durata: ? - Spettatori: ?      | Alès               | 0 - 3 | Spacer's Toulouse  | 20-25, 17-25, 18-25               |
| 5 novembre 2013 Gym. des Courtilles, Asnières-sur-Seine Durata: ? - Spettatori: ?  | Asnières Volley    | 0 - 3 | ASUL Lyon          | 13-25, 19-25, 23-25               |

### Ottavi di finale
| 19 novembre 2013 Avenue des Saules, Harnes Durata: ? - Spettatori: ?                | Harnes Volley-Ball | 0 - 3 | Arago de Sète | 19-25, 20-25, 28-30               |
| 19 novembre 2013 Palais des Sports, Lione Durata: ? - Spettatori: ?                 | ASUL Lyon          | 2 - 3 | Paris         | 27-25, 20-25, 25-21, 18-25, 11-15 |
| 20 novembre 2013 Palais des Sports Coubertin, Montpellier Durata: ? - Spettatori: ? | Montpellier        | 3 - 0 | Nantes        | 25-22, 25-21, 25-20               |
| 19 novembre 2013 Elispace, Beauvais Durata: ? - Spettatori: ?                       | Beauvais           | 2 - 3 | Chaumont      | 19-25, 21-25, 25-17, 28-26, 8-15  |
| 19 novembre 2013 U Palatinu, Ajaccio Durata: ? - Spettatori: ?                      | Gazélec Ajaccio    | 1 - 3 | Tours         | 19-25, 25-23, 20-25, 26-28        |
| 19 novembre 2013 Salle Jean-Marie Vanpoulle, Cambrai Durata: ? - Spettatori: ?      | Cambrai            | 3 - 2 | Narbonne      | 22-25, 25-23, 24-26, 28-26, 15-11 |
| 19 novembre 2013 Palais des Sports André-Brouat, Tolosa Durata: ? - Spettatori: ?   | Spacer's Toulouse  | 3 - 0 | Cannes        | 25-23, 25-22, 25-23               |
| 20 novembre 2013 Espace Matisse, San Quintino Durata: ? - Spettatori: ?             | FL Saint-Quentin   | 1 - 3 | Rennes        | 25-20, 20-25, 25-27, 19-25        |

### Quarti di finale
| 28 gennaio 2014 Salle Jean-Marie Vanpoulle, Cambrai Durata: ? - Spettatori: ?      | Cambrai           | 0 - 3 | Paris    | 19-25, 25-27, 17-25        |
| 28 gennaio 2014 Palais des Sports Coubertin, Montpellier Durata: ? - Spettatori: ? | Montpellier       | 0 - 3 | Chaumont | 16-25, 19-25, 20-25        |
| 29 gennaio 2014 Halle des Sports Louis Marty, Sète Durata: ? - Spettatori: ?       | Arago de Sète     | 1 - 3 | Tours    | 15-25, 12-25, 25-23, 23-25 |
| 29 gennaio 2014 Palais des Sports André-Brouat, Tolosa Durata: ? - Spettatori: ?   | Spacer's Toulouse | 3 - 1 | Rennes   | 25-16, 25-20, 21-25, 25-20 |

### Semifinali
| 19 febbraio 2014 Salle Robert-Grenon, Tours Durata: ? - Spettatori: ? | Tours | 3 - 1 | Spacer's Toulouse | 25-18, 25-14, 26-28, 25-9        |
| 18 febbraio 2014 Salle Charléty, Parigi Durata: ? - Spettatori: ?     | Paris | 3 - 2 | Chaumont          | 25-21, 25-21, 23-25, 23-25, 15-9 |

### Finale
| 5 aprile 2014 Stade Pierre-de-Coubertin, Parigi Durata: ? - Spettatori: ? | Tours | 3 - 1 | Paris | 25-16, 21-25, 25-23, 25-19 |